# 阏氏
閼氏是匈奴人之妻或者妾的称号，意義近似漢文中的夫人、太太、老婆、内当家等:248。匈奴帝國時期，匈奴统治阶级实行一夫多妻制。唐代以来:36，中国学界曾将其误认为匈奴君主配偶的称号，类比为中原的王后、皇后:249—250:22。

## 词源、字音
閼氏一词最早:248:36出现于西汉司马迁所著《史记·匈奴列傳》。由于上古汉语漢代音系与近代汉语，历经时代演变，变化巨大。中国学界对于閼氏的匈奴语原始读音有两种解释，一是，阏氏，上古擬音：*hˤen klɛ:80，二是，阏氏:248。
最早将閼氏与胭脂相联系的是东晋史學家習鑿齒:36。他指阏氏一詞，源于胭脂花，即红花。匈奴人以女人美丽可爱如胭脂，因而得名，此外匈奴的河西地区焉支山盛产植物红花，其汁可做胭脂，用以美容。一如當年的中原贵族妇女，追求流行的匈奴阏氏可能有用胭脂妆饰脸面的习惯。唐朝司马贞撰写《史記索隱》，曰“閼氏旧音曷氏，匈奴皇后号也。”此后，中国学界即流行“閼氏即匈奴皇后”之说:36。当代学者刘文性总结学界对阏氏一词的释义，除皇后说（含单于正妻、犹中国之皇后）外，还有妻妾说（含已婚妇女、已嫁女子），胭脂谐音说（含焉支、胭支、燕支等），非皇后说（含太俚俗也、不若师古所言之严格）。涉及的读音有烟支、焉提、曷支、曷氐、at-si、asi-aši等:250。
当代学者刘文性认为阏氏为阿尔泰语系突厥语族语言的词汇。刘指出司马迁《史记·匈奴列傳》中，除閼氏外，还有两个不同位置的“氏”字，“月氏”（月支）和“难氏”（难支）。中国学界一般将“氏”解读为“支”:253，中古擬音：*tɕiɪ，上古擬音：*klɛ，切:80。刘看到阿尔泰语系當今的蒙古或突厥语族诸语言中，没有Zh音位，与“氏”的中古音最接近的现代汉语读音为“「迄」，拼音：”，於是認爲阏氏的原始读音是“aɣitʃi”。词根“aɣi”为贵重财产的统称，加上造词附加，生成新词，意为保管贵重财产的人，相当于现代汉语中的“保管员、库房看守、财产经管人”等。引入家庭中，称“内当家、当家婆、管家婆而已”，逐步变成妻子的代称:253—254。

## 匈奴單于閼氏
匈奴实行一夫多妻制，匈奴人称妻、妾为阏氏，称母亲则为“母阏氏”，匈奴单于的正妻稱為“颛渠阏氏”，相當於王后，首位妃嬪稱為「大閼氏」，相當於元妃。据记载，头曼单于除有继承人冒顿之外，又有“后有爱阏氏，生少子，头曼欲废冒顿而立少子”，说明头曼单于不止一个阏氏。一般在一夫一妻多妾的情况下有“子以母贵”（嫡庶）的习惯，谁能够被选为继承人，往往视其生母的地位而定，而阏氏的等级是根据单于的个人喜爱来确定的；冒顿单于也曾射杀一个阏氏（史书称“爱妻”），还曾将一个阏氏赠与东胡王；白登之围后，汉高祖和吕后分别于公元前199年、前192年以二宗室女嫁冒顿单于为阏氏；郅支单于本人有“诸阏氏夫人数十”，其中一位阏氏为康居国公主；呼韩邪单于有五个阏氏，第一是颛渠阏氏，第二是大阏氏，另有三位阏氏，最后便是宁胡阏氏王昭君；《汉书》明确记载乌珠留单于至少有五个阏氏，“以第二阏氏子乐为左贤王，以第五阏氏子舆为右贤王”。可见匈奴一直过着一夫多妻的生活。

## 与鄰近蛮族部落的比较
在盤據亚欧的內陸蛮族部落中，匈奴的婚姻制度和欧洲的日耳曼蛮族大不相同，罗马历史学家塔西陀在《日耳曼尼亚志》的觀察記中，曾记载日耳曼部族男人以一夫一妻制为主流，且日耳曼部族人的妇女也有很高的地位：
|                                              | 他们的婚姻制度倒是非常严密的，在他们的风俗习惯中没有比这个更值得赞扬的了。他们大概是野蛮人中唯一以一个妻子为满足的一种人。……至于说到订婚的礼物，不是女方把嫁妆送给男方，倒是男方向女方交纳采礼。……节育和杀婴，都被他们视为丑行，这儿优良的风俗习惯，其效力远胜于别的地方的优良的法律。……他们是迟婚的，所以有着充沛无比的精力。女孩子也并不很早就结婚，男女都要到达同样的年龄和身材发育到同样的程度以后才结为配偶，因而子女长大后也有着与父母同样充沛无比的精力。 |
| ——塔西陀（约56年-约117年），《日耳曼尼亚志》 | |

《汉书》也记载在西域古国的妇女有很高地位：
|                                          | 自大宛以西至安息，国虽颇异言，然大同俗，相知言。……俗贵女子，女子所言而丈夫乃决正。 |
| ——班固等，《汉书·卷一百二十三·大宛列传》 |                                                                                    |

虽然与匈奴人无关，不过和日耳曼人不同的另一个欧洲部落匈人首领阿提拉则奉行一夫多妻，阿提拉本人至少有6位日耳曼人妻妾，据中世纪北欧人典籍《尼伯龍根之歌》和《佛爾頌薩迦》，阿提拉最终被其日耳曼妻所殺害，同样的故事在《蒙古源流》也有，如成吉思汗被唐兀王妃所刺死，这些妻妾的背景也很相似，都是从被征服的部落中得来的女子。

## 收繼婚制
匈奴有收繼婚的风俗，因此匈奴阏氏不论妻妾往往必须嫁给其儿子（亲生子除外）或单于的兄弟，如呼韩邪单于死后，宁胡阏氏王昭君再嫁给大阏氏的亲儿子復株絫若鞮單于。匈奴单于的继承制度，大体可分为二种情况，父死子继、兄终弟及和远亲袭位。单于的传位可分三段时期，公元前209年至前127年，冒顿、老上、军臣三单于持续了三代的父死子继；公元前127年至公元前31年，开始以父子相继和兄终弟及二种形式的交替出现，其中呴犁湖和握衍朐提二单于为远亲袭位；公元前20年至公元46年，由于呼韩邪单于“约令传国与弟”，规定了兄终弟及的方式，命其子死后传位给弟，搜谐若鞮、车牙若鞮、乌珠留若鞮、乌累若鞮、呼都而尸道皋若鞮五单于持续了五代的兄终弟及，一直延续到匈奴分裂前的第二年。
对汉朝而言与匈奴和亲，不但违背了儒制，也与中原的親屬系統有冲突。例如《后汉书》记载匈奴单于呼韩邪死后，王昭君在必须嫁给其大阏氏儿子之时“上书求归”，而汉成帝却令王昭君从其胡俗嫁给呼韩邪的儿子復株絫若鞮單于。另外，虽与匈奴无关，乌孙昆莫猎骄靡临死前，汉朝公主刘细君在要嫁给其孙军须靡之时，也曾向汉武帝“上书言状”，而汉武帝也令其嫁给其孙军须靡。

## 出身
匈奴亦有外婚制的风俗，为了避免近親婚姻和內婚，攣鞮氏的阏氏女子都出身于呼衍氏、兰氏、須卜氏等匈奴貴族之中，以提供攣鞮氏的繁殖。漢朝王室與匈奴單于之間進行通婚，因此閼氏有部分也出身於漢朝刘氏宗室女。可能也包括其他匈奴帝国的属国女子，如康居或月氏。